# Richard Edwards (piłkarz)
Richard Edwards  (ur. 29 lipca 1983) – jamajski piłkarz występujący na pozycji pomocnika. Zawodnik klubu Harbour View.

## Kariera klubowa
Edwards seniorską karierę rozpoczynał w 2004 roku w zespole Waterhouse FC. W 2006 roku przeszedł do Harbour View. W 2007 roku zdobył z nim CFU Club Championship oraz mistrzostwo Jamajki. W 2010 roku ponownie został z zespołem mistrzem Jamajki.

## Kariera reprezentacyjna
W reprezentacji Jamajki Edwards zadebiutował w 2007 roku. W 2011 roku został powołany do kadry na Złoty Puchar CONCACAF.